# 須藤博倫
須藤 博倫（すどう ひろみち、1977年10月14日 - ）は、埼玉県出身の競艇選手。
登録番号3983。身長165cm。血液型B型。83期。埼玉支部所属。師匠は中村裕将（登録番号3075）。
同期に齊藤仁、永井聖美らが、弟子に中田竜太、野田昇吾らがいる。

## 来歴
1998年デビューの83期生。
2000年12月17日、唐津競艇場でイン逃げで初優勝。2001年8月13日、戸田競艇場で地元初優勝。
A2級であった2000年8月、桐生競艇場でGIに追配で初出場、2002年3月31日の戸田競艇場・周年記念でGI初優出（3着）。
2002年10月平和島競艇場・全日本選手権競走でSG初出場。2011年10月10日、平和島・全日本選手権でSG初優出（6着）。
2012年6月5日、三国競艇場周年記念でGI・14度目の優出にして悲願の初制覇。

## 人物・エピソード
- 高校時代までは競艇について知らなかった須藤だが、高校卒業で就職を考えていた時、兄の友人で競艇選手である鈴木博から何となく勧められ、競艇選手への道を意識するようになった。受験は4回目で合格している。
- 2001年4月には本栖入所前から交際していた夫人と結婚した。

## 獲得タイトル

### SG
なし

### GI
- 2012年6月5日　開設59周年記念・北陸艇王決戦（三国競艇場）
- 2014年7月8日　オールジャパン竹島特別・開設59周年記念（蒲郡競艇場）
- 2015年2月11日　第60回関東地区選手権（戸田競艇場）

### GII
- 2003年4月8日　第7回競艇祭競走（大村競艇場）